# Serenata barbecue
Serenata barbecue è un singolo del produttore francese Mr. Oizo e del disc jockey italiano Phra, pubblicato il 16 febbraio 2022 come primo estratto dall'album congiunto Voilà. Il brano vede la partecipazione vocale di Frah Quintale.

## Tracce
Testi di Frah Quintale, Phra, musiche di Mr. Oizo, Crookers.
1. Serenata barbecue – 2:26